# منتخب أستراليا لكأس فيد
منتخب أستراليا لكأس فيد (بالإنجليزية: Australia Fed Cup team)‏ هو ممثل أستراليا الرسمي في كرة المضرب في كأس فيد.